# Nathaniel Hawthorne
Nathaniel Hawthorne (ur. 4 lipca 1804 w Salem, zm. 19 maja 1864 w Plymouth) – pisarz romantyczny, uważany za jednego z największych i najbardziej wpływowych twórców literatury amerykańskiej XIX wieku.
Zanurzona w mroku i grozie, mocno religijna twórczość Hawthorne’a ogniskowała się wokół problematyki grzechu pierworodnego, tudzież losów bohaterów uwikłanych w rozpaczliwe konflikty winy i odkupienia. Niektórzy badacze mówią wręcz o „obsesji grzechu” u autora Szkarłatnej litery. Sam Hawthorne tłumaczył swoje pisarstwo, a zwłaszcza obecne w niej zainteresowanie dylematami moralnymi, potrzebą zadośćuczynienia miastu Salem i poniesienia odpowiedzialności za zło wyrządzone przez purytańską społeczność, która z końcem XVII wieku - 1692, była sprawcą słynnego „procesu czarownic”.
Nathaniel Hawthorne wraz z Edgarem Allanem Poem do dziś stawiany jest w poczet znawców mrocznych stron ludzkiej psychiki we wczesnej literaturze amerykańskiej.

## Życiorys
Przyszedł na świat 4 lipca 1804 w Salem, Massachusetts, gdzie obecnie znajduje się muzeum poświęcone pisarzowi. Jego pradziadek, John Hawthorne, brał udział w słynnym procesie czarownic z Salem w XVII wieku, co stało się chlubą rodu Hawthorne’ów. Ten na pozór odległy fakt, odcisnął piętno na przyszłym pisarzu (Nathaniel przez długi czas wierzył, że z tego powodu na jego rodzinie ciąży klątwa) – nie mniejsze niż atmosfera życia w purytańskiej społeczności Nowej Anglii, w której się wychowywał i którą bezlitośnie demaskował w swojej późniejszej twórczości literackiej. Romantyk tłumaczył swoją twórczość, a zwłaszcza obecne w niej zainteresowanie dylematami moralnymi, potrzebą zadośćuczynienia miastu Salem i poniesienia odpowiedzialności za zło wyrządzone przez pradziada.
W czwartym roku życia (1808) Nathaniel stracił ojca, Nathaniela Hawthorne’a seniora, kapitana żeglugi. Przyczyną zgonu była żółta febra. Przyszły pisarz dość wcześnie doświadczył zatem samotności, całe dnie spędzając na wędrówkach po lasach Raymond, z dala od ludzi. Badacze literatury wnioskują, że właśnie w tym okresie pogłębiła się w Hawthornie wrodzona skłonność do autoanalizy psychicznej.
W latach 1821–1824 Nathaniel studiował na Bowdoin College, gdzie zaprzyjaźnił się z późniejszym wybitnym poetą Henrym Wadsworthem Longfellowem oraz przyszłym prezydentem Franklinem Pierce’em. Po ukończeniu studiów postanowił poświęcić się pracy literackiej. Niewiele wiadomo na temat tego okresu życia Hawthorne’a; pewne jest, iż dla realizacji swoich artystycznych aspiracji przeniósł się do domu swojego wuja w Salem, który nazywał „sowim gniazdem”, wybierając życie w całkowitej izolacji. W liście do Longfellowa z 4 czerwca wspominał te lata słowami: „nie żyłem, lecz raczej marzyłem o życiu”.
W 1838 Nathaniel poznał malarkę Sophię Peabody, swoją przyszłą małżonkę. Szukając dla siebie i Sophii dogodnego miejsca zamieszkania, pisarz wraz z nią przeniósł się w 1841 do utopijnej komuny furierowskich transcendentalistów na Brook Farm. Owocem tego okresu życia Hawthorne’a była opublikowana w 1852 powieść The Blithdale Romance. W 1842 odbył się ślub Nathaniela Hawthorne’a i Sophii Peabody. W lutym 1852 przeniósł się z nią do nowo nabytego domu należącego wcześniej do rodziny Alcottów, The Hillside, który przemianowany został przez pisarza na The Wayside. Sąsiadami Hawthorne’a byli wtedy: Ralph Waldo Emerson i Henry David Thoreau. Pisarz miał z Sophią trójkę dzieci: Unę, Juliana i Rose.
W latach 1853–1857 Hawthorne objął stanowisko konsula Stanów Zjednoczonych w Liverpoolu. Wtedy to zajął się publicystyką; jego felietony zostały zebrane i opublikowane w 1863 pod tytułem Our Old Home. W 1857 wraz z żoną zamieszkał we Włoszech, głównie w Rzymie i Florencji, gdzie zrodził się zamysł napisania jego ostatniej powieści – Marmurowy faun.
Po powrocie do Ameryki (The Wayside) w 1860, pisma Hawthorne’a zdradzają coraz większe rozczarowanie jego własną twórczością literacką. Pisarz zwykł pisać mniej, a na marginesach swoich manuskryptów zamieszczał notatki: What meaning? (Jaki w tym sens?). Dodatkowo rak żołądka nie pozwolił mu dokończyć czterech zaczętych powieści.
Pisarz umarł nagle 19 maja 1864 w Plymouth, w stanie New Hampshire, podczas swojej podróży przez White Mountains odbytej wraz z Franklinem Pierce’em. Pochowany został na cmentarzu Sleepy Hollow, w rodzinnym Massachusetts.

## Twórczość
Twórczość Nathaniela Hawthorne’a zwykło zaliczać się do epoki romantyzmu; do takiej klasyfikacji nakłania badaczy apoteoza wolności i indywidualizmu, bunt przeciw konwenansom społecznym oraz politycznym, obecne w dziełach autora Szkarłatnej litery. Centralnym motywem tej twórczości jest natomiast problem moralności; winy i odkupienia, upadku i ocalenia człowieka, pogłębiony przez konfrontację odmiennych temperamentów ludzkich, ideologii oraz kultur. Ta cecha pisarstwa Hawthorne’a czyni z niego prekursora nowoczesnej powieści psychologicznej spod znaku Henry’ego Jamesa. James wielokrotnie zresztą odnosił się w późniejszym czasie do twórczości romantyka; napisano również kilka monografii porównawczych między Hawthornem a Jamesem, np. Citizens of Somewhere Else Dana McCalla.
Nathaniel Hawthorne zadebiutował opublikowaną anonimowo i własnym sumptem powieścią Fanshawe (1828), opowiadającą o jego studenckich latach na Bowdoin College. Sławę przyniosły mu jednak opowiadania zebrane w książce Twice-Told Tales (1837), a zwłaszcza głośna alegoryczna powieść Szkarłatna litera (1850). Następne powieści jak np. Dom o siedmiu szczytach czy The Blithedale Romance tylko potwierdziły wysoką rangę autora i utrzymały jego międzynarodową popularność. Hawthorne zasłynął wówczas jako autor wnikliwych powieści psychologicznych o wydźwięku moralizatorskim, w których potępiał purytańską surowość zasad, wnikał w duchowość jednostek odrzuconych przez społeczeństwo, zacierał podział na wzorce i antywzorce w analizie dylematów moralnych. Taki charakter dojrzałej twórczości Hawthorne’a wynikał z autopsji; z jego dorastania w Massachusetts. W powieściach takich jak: Rappaccini’s Daughter (1844) czy Young Goodman Brown (1835) opisywał ideologiczne starcia między purytańską społecznością a anarchistycznie i hedonistycznie nastawionymi jednostkami. Wówczas to pisarz zaczął coraz częściej odwoływać się do swoich fascynacji transcendentalizmem spod znaku Ralph Waldo Emersona i Henry’ego Davida Thoreau. Niemal wszystkie dzieła Hawthorne’a z tego okresu osadzone zostały w kolonialnej historii Stanów Zjednoczonych, zwłaszcza w rodzinnej pisarzowi Nowej Anglii z XVII wieku. Wyjątek stanowią biblijne i mitologiczne baśnie dla dzieci zebrane w tomach: A Wonder-Book for Girls and Boys (1852) i Tanglewood Tales (1853), uznawane za "arcydzieła światowej literatury dziecięcej".
Silny wpływ prozy psychologicznej widoczny jest również w opowiadaniach gotyckich Hawthorne’a, prekursorskich wobec powstałej w drugiej połowie XIX wieku fantastyki grozy i weird fiction. Utwory takie jak Marmurowy faun czy Diabeł w rękopisie plasują amerykańskiego pisarza w gronie największych twórców nurtu w literaturze romantycznej zwanego Dark Romanticism (czarny romantyzm). Hawthorne zdradza w nich zainteresowanie ciemną stroną ludzkiej egzystencji, a celowe luki i niejasności fabuły mają odzwierciedlać autentyczny stosunek autora do świata. I tak np. w Marmurowym faunie XVIII-wieczna rekwizytornia opowieści grozy stanowi jedynie ekwiwalent nowego rodzaju percepcji świata wyniesionego przez autora z jego podróży po Włoszech. Marmurowy faun jako powieść odmienna i wyjątkowa w dorobku Hawthorne’a jest również zapisem konfrontacji i porównania kultury europejskiej z amerykańską.
W utworach pisarza widoczne są również wpływy okultyzmu i symbolizmu.

## Wpływ i inspiracje
Pod wpływem pisarstwa Nathaniela Hawthorne’a pozostawało wielu jemu współczesnych oraz późniejszych twórców, z których można wymienić min. Edgara Allana Poego, Howarda Phillipsa Lovecrafta, Hermana Melville’a, sir Arthura Conana Doyle’a czy wspomnianego już Henry’ego Jamesa.
W 1850 Melville zadedykował romantykowi swój najsłynniejszy utwór Moby Dick, pisząc: „w uznaniu dla jego geniuszu”. Lovecraft z kolei nazwał powieść Dom o siedmiu wierzchołkach „największym nowoangielskim wkładem w literaturę grozy”, opierając na pomyśle Hawthorne’a swoje najgłośniejsze utwory, tj.: The Picture in the House, The Shunned House czy The Case of Charles Dexter Ward.
Do debiutanckiej powieści Hawthorne’a Fanshawe nawiązał Paul Auster w swoich książkach: The Locked Room (1986) oraz Travels in the Scriptorium (2007).
Powieścią, do której najczęściej odwoływali się twórcy następnych pokoleń była jednak Szkarłatna litera. Jej reinterpretację, osadzoną we współczesnym Bostonie, The Holder of the World, napisała w 1993 indyjska pisarka Bharati Mukherjee. Deborah Noyes w swojej powieści z 2005 roku pt. Angel and Apostole osadziła Pearl Pynne jako główną bohaterkę. Szkarłatną literą inspirowane były również takie utwory literackie jak: Blood and Gusts in High School (1978) Kathy Acker oraz Speak (1999) Laurie Halse Anderson. Na motywach powieści powstało również wiele filmów, z których najbardziej znanym jest dzieło Rolanda Joffé z 1995 z Demi Moore w roli głównej.

## Publikacje

### Powieści
- Fanshawe (1828)
- Szkarłatna litera (The Scarlet Letter, 1850)
- Dom o siedmiu szczytach (House of the Seven Gables, 1851)
- The Blithedale Romance (1852)
- Marmurowy faun (Marble Faun, 1860)

### Opowiadania
- Young Goodman Brown (1835)
- Twice-Told Tales (1837)
- Celestial Railroad (1843)
- The Minister’s Black Veil (1836)